# أرض موعودة
أرض الوعد ، هو دراما أمريكية من تأليف جوس فان سانت ، صدر في عام 2012 .

## ملخص
يصل ستيف بتلر وزميلته سو توماسون، موظفان في شركة نفط عالمية، إلى  بلدة ريفية في بنسلفانيا ، بهدف تأجير حقوق الحفر على أراضي المزارعين، مقابل ثروة كبيرة. في الواقع تحتوي الأراضي، على خزائن كبيرة من الغاز الصخري و تخطط شركة جلوبال لاستغلالها. ويعتقد باتلر أن المهمة ستكون سهلة، لأن الوعود المالية مغرية للغاية .لكن سيصطدم مع معارضة لم يتوقعها.

## الورقة الفنية
- العنوان الأصلي والفرنسي : Promised Land
- لقب كيبيك : الأرض الموعودة
- تحقيق : جوس فان سانت
- سيناريو : جون كراسينسكي ومات ديمون، استنادًا إلى قصة بقلم ديف إيجرز
- التوجيه الفني :دانيال ب. كلانسي
- ديكورات :جريجوري أ. فايمرسكيرش
- الأزياء : جولييت بولسا
- حَشد :بيلي ريتش
- موسيقى : داني إلفمان
- التصوير الفوتوغرافي : لينوس ساندغرين
- ها : روبرت جاكسون
- إنتاج :كريس مور
- شركات الإنتاج : فوكس فيتشرز، ايمج نيشن أبوظبي، بارتيسيبانت ميدي]، ابيرل ستريت فيلمز
- شركات التوزيع :Focus Features، Mars Films
- ميزانية :
- بلد المنشأ :  الولايات المتحدة
- اللغة الأصلية : إنجليزي
- مدة :
- شكل : ملون - 35 مم - 1.85:1 - صوت دولبي الرقمي
- جنس : دراما
- تواريخ الإصدار
 الولايات المتحدة :28
 كندا :4
 فرنسا :17
 بلجيكا :20

1. ↑  وصلة مرجع: http://www.nytimes.com/2012/12/28/movies/promised-land-with-matt-damon-directed-by-gus-van-sant.html. الوصول: 8 أبريل 2016.
2. ↑  وصلة مرجع: http://www.fandango.com/movie-trailer/promisedland-trailer/158319. الوصول: 8 أبريل 2016.
3. ↑  وصلة مرجع: http://www.nytimes.com/2012/12/28/movies/promised-land-with-matt-damon-directed-by-gus-van-sant.html?_r=0. الوصول: 8 أبريل 2016.
4. 1 2  وصلة مرجع: http://nmhh.hu/dokumentum/198182/terjesztett_filmalkotasok_art_filmek_nyilvantartasa.xlsx.
5. ↑  "قاعدة بيانات الأفلام على الإنترنت" (بالإنجليزية). Retrieved 2016-08-19.{{استشهاد ويب}}:  صيانة الاستشهاد: لغة غير مدعومة (link)
6. ↑  وصلة مرجع: http://www.imdb.com/title/tt2091473/. الوصول: 8 أبريل 2016.
7. 1 2  وصلة مرجع: http://www.filmaffinity.com/es/film399710.html. الوصول: 8 أبريل 2016.
8. 1 2 3 4 5  وصلة مرجع: http://www.allocine.fr/film/fichefilm_gen_cfilm=193544.html. الوصول: 8 أبريل 2016.
9. 1 2 3 4  وصلة مرجع: http://www.metacritic.com/movie/promised-land. الوصول: 8 أبريل 2016.
10. 1 2 3 4 5 6 7 8 9  وصلة مرجع: http://www.imdb.com/title/tt2091473/fullcredits. الوصول: 8 أبريل 2016.
11. 1 2  مذكور في: قاعدة بيانات الأفلام التشيكية السلوفاكية. لغة العمل أو لغة الاسم: التشيكية. تاريخ النشر: 2001.